# علی‌اصغر شهبازی
علی‌اصغر شهبازی (۱ آذر ۱۳۰۱ – ۹ آذر ۱۳۹۹) بازیگر اهل ایران بود. او به دلیل نقش‌آفرینی در فیلم جدایی نادر از سیمین اثر اصغر فرهادی شناخته شده‌بود.
شهبازی در ۹ آذر ۱۳۹۹ بر اثر ایست قلبی ناشی از کهولت سن درگذشت.

## فیلم‌شناسی

#### سینمایی
| سال  | نام                 | کارگردان    |
| ---- | ------------------- | ----------- |
| ۱۳۹۲ | پنج تا پنج          | تارا اوتادی |
| ۱۳۸۹ | جدایی نادر از سیمین | اصغر فرهادی |
| ۱۳۸۴ | زیر درخت هلو        | ایرج طهماسب |

## جوایز
- خرس نقره‌ای برای بهترین بازیگر مرد، فیلم جدایی نادر از سیمین (به صورت مشترک با بازیگران مرد فیلم)